# Giovanni Battista Lugari
Giovanni Battista Kardinal Lugari (* 18. Februar 1846 in Rom; † 31. Juli 1914 ebenda) war Kurienkardinal.

## Leben
Lugari studierte nach dem Besuch des Collegio Romano an der Universität La Sapienza und der Päpstlichen Universität Gregoriana Rechtswissenschaften und erlangte den Doctor juris utriusque. Er arbeitete für Heiligsprechungsverfahren an der Ritenkongregation und gehörte zum Collegio degli avvocati concistoriali. Mit fast 50 Jahren empfing er am 15. Januar 1896 die Priesterweihe.
Danach war er im Dienst der römischen Kurie tätig. Seine Ernennung zum Assessor und Subpromotor Fidei der Ritenkongregation erfolgte am 3. Februar 1896. Nach seiner Ernennung zum „überzähligen“ Geheimkämmerer drei Tage später, wurde er am 4. Juni Promotor Fidei. Papst Leo XIII. ernannte ihn am 4. Juni 1897 zum Ehrenprälaten Seiner Heiligkeit.
Am 28. März 1900 wurde er zum Kanoniker der Basilika Santa Maria Maggiore und am 10. Juni der Lateranbasilika. Päpstlicher Auditor wurde er am 22. April 1901 und diente als Promotor Fidei in dem Heiligsprechungsprozess Jeanne d’Arcs im selben Jahr. Er wurde zum Assessor der Kongregation der römischen und allgemeinen Inquisition am 11. Januar 1902 und am folgenden 1. Februar zum Kanoniker des Petersdoms ernannt.
Am 2. Februar 1902 wurde er Apostolischer Protonotar supernumerarium und am 18. April des gleichen Jahres Konsultor der Ritenkongregation. Für seine langjährige Arbeit in der Kurie nahm Papst Pius X. ihn am 27. November 1911 als Kardinaldiakon in das Kardinalskollegium auf und er erhielt am 30. November des gleichen Jahres die Titeldiakonie Santa Maria in Portico in Campitelli.
Er wurde auf dem Friedhof Campo di Verano beigesetzt.